# パリセイズ・パーク
パリセイズ・パーク（Palisades Park）は、アメリカ合衆国ニュージャージー州のバーゲン郡にある町（ボロ）。人口は2万0292人（2020年）。ハドソン川の西4キロメートルに位置しており、ジョージ・ワシントン・ブリッジを渡ればニューヨークのマンハッタンである。町名は、ハドソン川沿いの崖「パリセイズ」の上にあることからの命名であり、かつてバーゲン郡にあった遊園地パリセイズ・アミューズメント・パークとは無関係である。

## 民族構成
2020年アメリカ合衆国国勢調査によれば、町の人口の約63パーセントはアジア系であり、韓国系だけで約50パーセントを占めた。近隣のフォートリーでも同様の傾向が見られた。

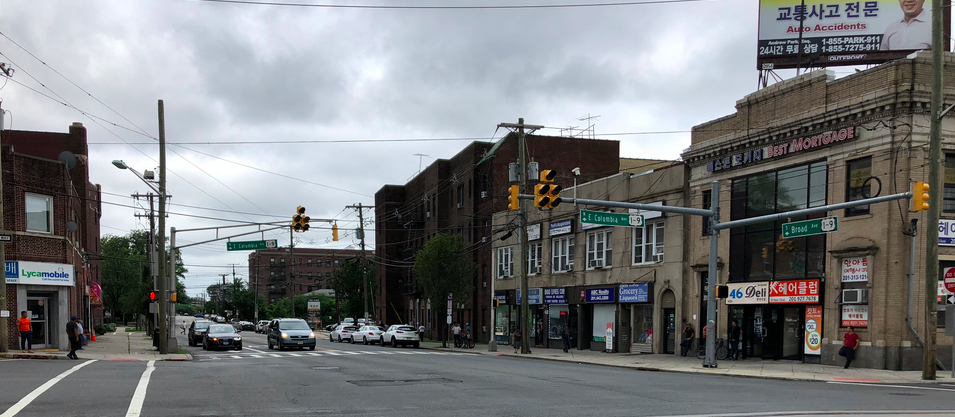
コリアタウン

## 交通
町内には鉄道駅がないため通勤にはニュージャージー・トランジットのバスが利用される。